# 芬普尼
芬普尼（拉丁語：fipronil），分子式為C12H4Cl2F6N4OS，為農藥的一種；對於螞蟻、白蟻、甲蟲、蟑螂、扁蝨、浮游動物和蜜蜂等昆蟲有效，因此芬普尼多用於殺蟲劑使用，包括許多常見的螞蟻、白蟻、甲蟲、蟑螂、扁蝨等殺蟲劑或是寵物的跳蚤產品。 殺蟲劑產品形式多為顆粒、凝膠餌或液狀產品。
一些研究實驗證實芬普尼會危害動物和生態環境，同時它是一種致癌物質。2017年11月27衛福部食藥署與農委會會議，決議雞蛋芬普尼殘留標準從目前5ppb（濃度單位，10億分之5，此為儀器偵測極限值）放寬至10ppb（儀器準確定量的極限值）。中國大陸農藥名稱為「氟虫腈」，而使用在犬貓的商品名稱為「非泼罗尼」。商品名有虫不到、福来恩（Frontline）等。

## 性質
- 外觀：白色固體。
- 熔點：200—201 °C（392—394 °F）。
- 蒸氣壓：370 nPa（5.4×10−11 psi）（於20℃時）。
- 溶解度：水(2 mg/L)、丙酮＞50%、玉米油＞10 g/L。[3]

## 用途
目前常用於殺蟲劑使用，如：殺蟑藥、白蟻藥、寵物跳蚤劑等，其殺蟲原理為連鎖特性。以帶有芬普尼成份的殺蟑藥以連鎖殺蟑為例，當蟑螂吃下含芬普尼的餌劑後，昆蟲中樞神經系統的運作因中毒而開始受到影響，隨即蟑螂可能死在家中角落或蟑螂窩裡；窩裡的同伴可能會吃下中毒蟑螂的屍體而連帶中毒，導致一群蟑螂同時死於家中看不見的縫隙或角落，進而導致塵螨與霉菌的孳生。

## 危險性

### 動物和生態環境
1. 一項研究表示，芬普尼威脅人類的健康。有研究人員發現在牛吃的青草飼料有農藥的殘留。牛吃下的農藥會累積在牠們的脂肪和牛奶當中，這樣污染也間接影響食物鏈。[4]
2. 芬普尼對於魚類、水生無脊椎動物、蜜蜂和某些鳥類來說是劇毒。因芬普尼一旦污染至土壤或水中後降解速度緩慢，這些動物在這樣環境下造成危害的風險。芬普尼在農業和漁業產生環境與生態污染，因此在特定產業上是被禁用的。[1]
3. 寵物使用含有芬普尼的跳蚤產品時，芬普尼在牠們身上殘留約至少56天，同時人類也可能接觸寵物時而受影響。[5]
4. 寵物攝取過量芬普尼可能產生以下中毒症狀：包括刺痛，嗜睡，動作不協調，抽搐等。[5]

### 人類
1. 美國環境保護署已將芬普尼列為可能致癌物質，於一項動物實驗中證明長期暴露於芬普尼會引起甲狀腺良性和惡性的腫瘤產生。[6]
2. 截至2011年，沒有關於氟蟲腈對人類的慢性影響的數據。美國EPA根據大鼠兩性的甲狀腺濾泡細胞腫瘤的增加將氟蟲腈分類為C（可能的）致癌物。然而，截至2011年，沒有關於氟蟲腈致癌作用的人類資料。
3. 在一項慢性毒性的研究中以動物實驗證實，每天將芬普尼注入老鼠胃部52週，研究人員發現造成甲狀腺激素的變化，而增加肝臟負擔也會對腎臟產生影響。同時也指出癲癇發作和死亡也與芬普尼有關。
4. 在一項動物實驗研究中，將芬普尼注入老鼠胃2年的時間，發現會造成甲狀腺有良性與惡性腫瘤的產生。因此，美國環保局已將芬普尼列為可能成為人類的致癌物質之一。[7]
5. 一項動物實驗中顯示，懷孕期間接觸芬普尼時，生出來的胎兒比沒有接觸芬普尼的胎兒細小，因此胎兒需要花更長的時間使他們能完全的成熟，即造成發展延緩的問題。[5] 另一項研究發現，長期在芬普尼的環境下也影響生育能力，從動物實驗證實，可能存在減少交配、生育能力下降、產子數減少和降低受孕機會的風险。
6. 暴露於高劑量芬普尼會產生以下症狀：頭痛、噁心、頭暈、乏力及眼睛的刺激和傷害。[5]
7. 芬普尼殺蟲劑也因為連鎖殺的原理造成蟑螂死於家中而孳生塵螨與霉菌，影響居家環境；殘留在蟑螂身上的芬普尼也會因為蟑螂在家中爬行途中，也殘留在家裡的鍋碗瓢盆、食物和衣物等家具上，形成看不見的毒性物質而造成人類或寵物間接接觸毒素。

## 2017年芬普尼雞蛋污染事件
2017年芬普尼雞蛋污染事件是歐洲的一個事件，涉及殺蟲劑污染的雞蛋和蛋製品的蔓延。歐盟委員會確認遭殺蟲劑芬普尼污染的雞蛋已經擴散至香港、瑞士及15個成員國。 約700 000的雞蛋被認為已經在英國貨架上市，台灣也在8月22日由農委會公布彰化地區有三個養雞場的芬普尼含量超標，其中又以連成養雞場的超過國家標準的情況最嚴重。

## 外部連結
- Fipronil Fact Sheet - National Pesticide Information Center （页面存档备份，存于）
- 芬普尼 in the Pesticide Properties DataBase (PPDB)

Template:GABAergics

Template:Neurotoxins

Template:Convulsants